# Laptop

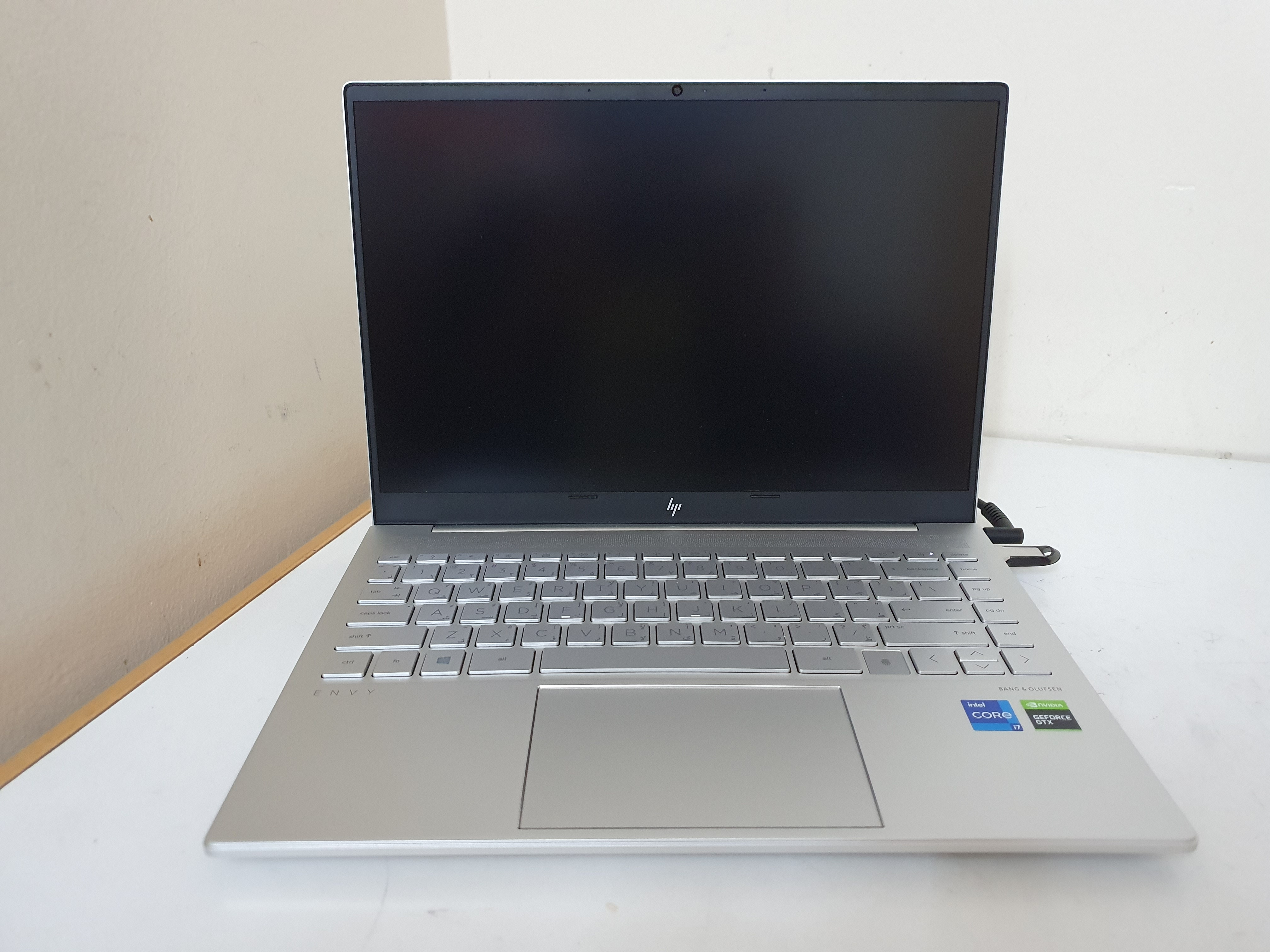
HP Envy

A notebook és a laptop angol eredetű szó, az informatikában a hordozható személyi számítógépeket takarják. Ezek teljes értékű PC-k, az asztali változatokhoz képest a lényegi különbség a kompakt formai kivitelezésben és a hordozhatóságban rejlik. Ugyanazokat a funkciókat betöltő alkatrészekből épülnek fel, azonban jellemzően kisebb méretűek, könnyebbek, kevesebb hőt termelnek, és kevesebb energiát is fogyasztanak, mint az asztali PC-kben megtalálható megfelelőik. Ezt részben korszerűbb anyagokkal, részben a hordozhatóságot szem előtt tartó tervezéssel és gyártástechnológiával érik el. A notebookok ugyanazokat a szoftvereket futtatják, mint az asztali gépek, így a laptopokra ugyanaz a Windows, Linux vagy OS X alkalmazások telepíthetők. A hordozható számítógépek szinte kivétel nélkül újratölthető akkumulátorral szerelve vásárolhatók meg, amelyek révén több órát is képesek vezetékes elektromos hálózat nélkül üzemelni.
Bár vita folyik arról, hogy a notebook és laptop szavak teljesen felcserélhetőek lennének − egyébként a laptop egy régebbi elnevezés –, a gyakorlatban (helytelenül) szinonimaként használják őket. A notebook szó szerinti jelentése jegyzetfüzet (notesz), ami a hordozhatóságra, kis méretre és a szövegbevitelre utal, a tulajdonos a hóna alatt, vagy hordtáskában viheti magával. Ezzel szemben a laptop szót a lap és a top szavak összevonásával alkották meg. (Jelentése kb. „ölbe való”, „ölbe vehető”).[forrás?]

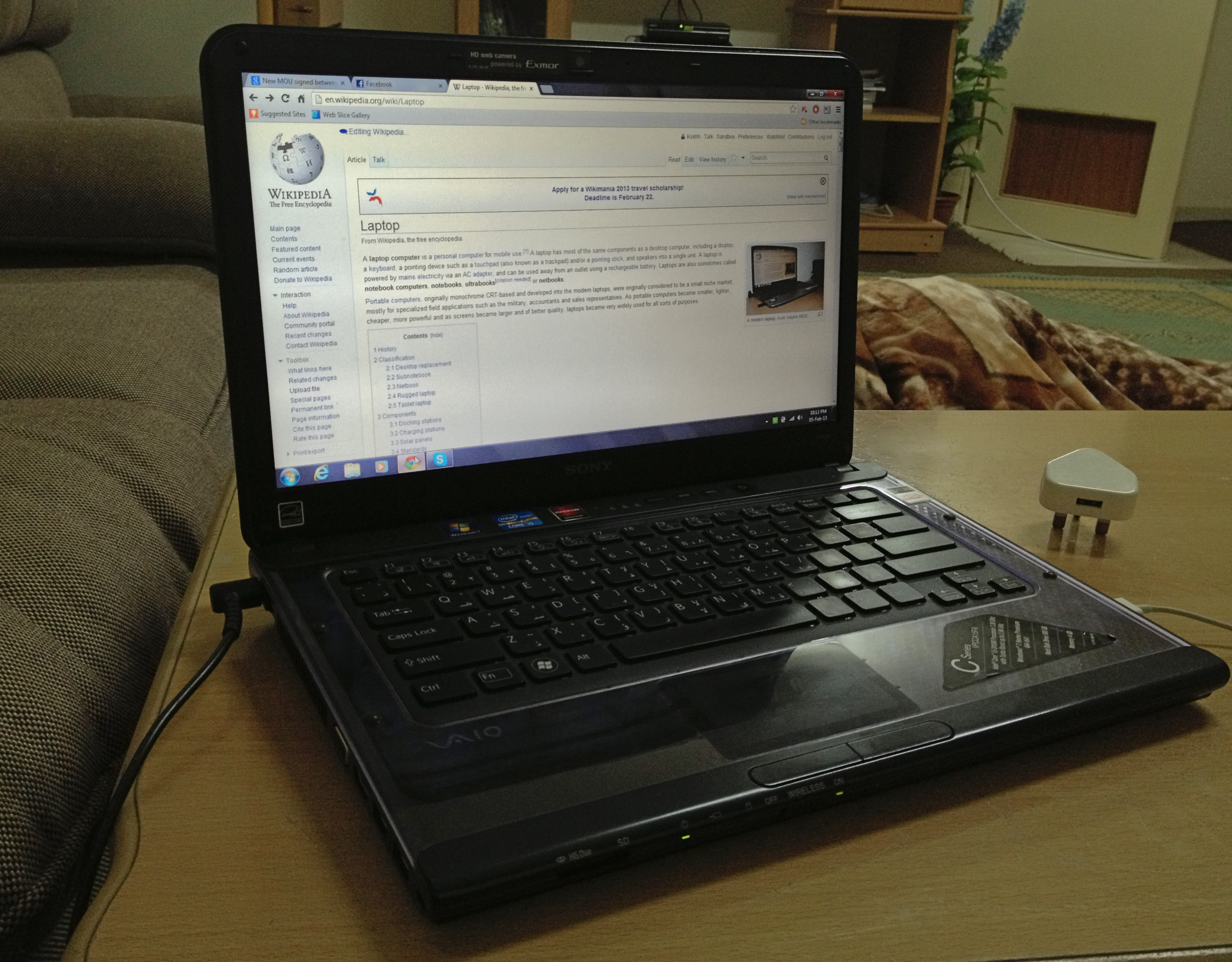
laptopok
Fájl:Old Laptop Running Ubuntu Linux.jpg

laptopok
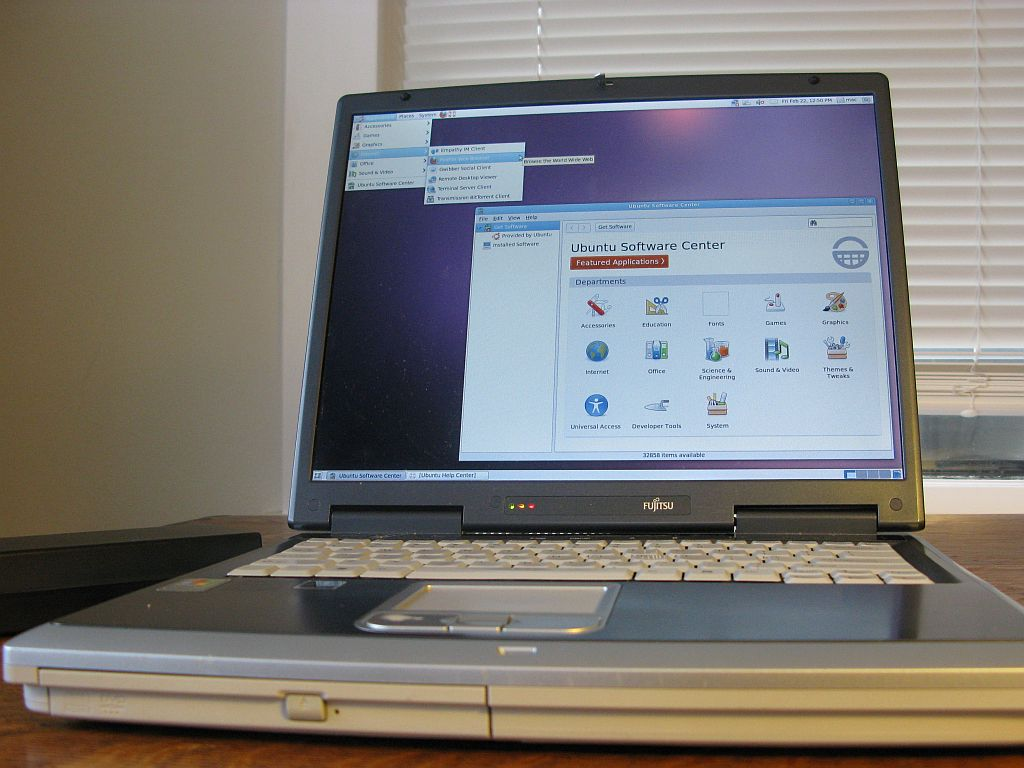
Linux Ubuntus Laptop
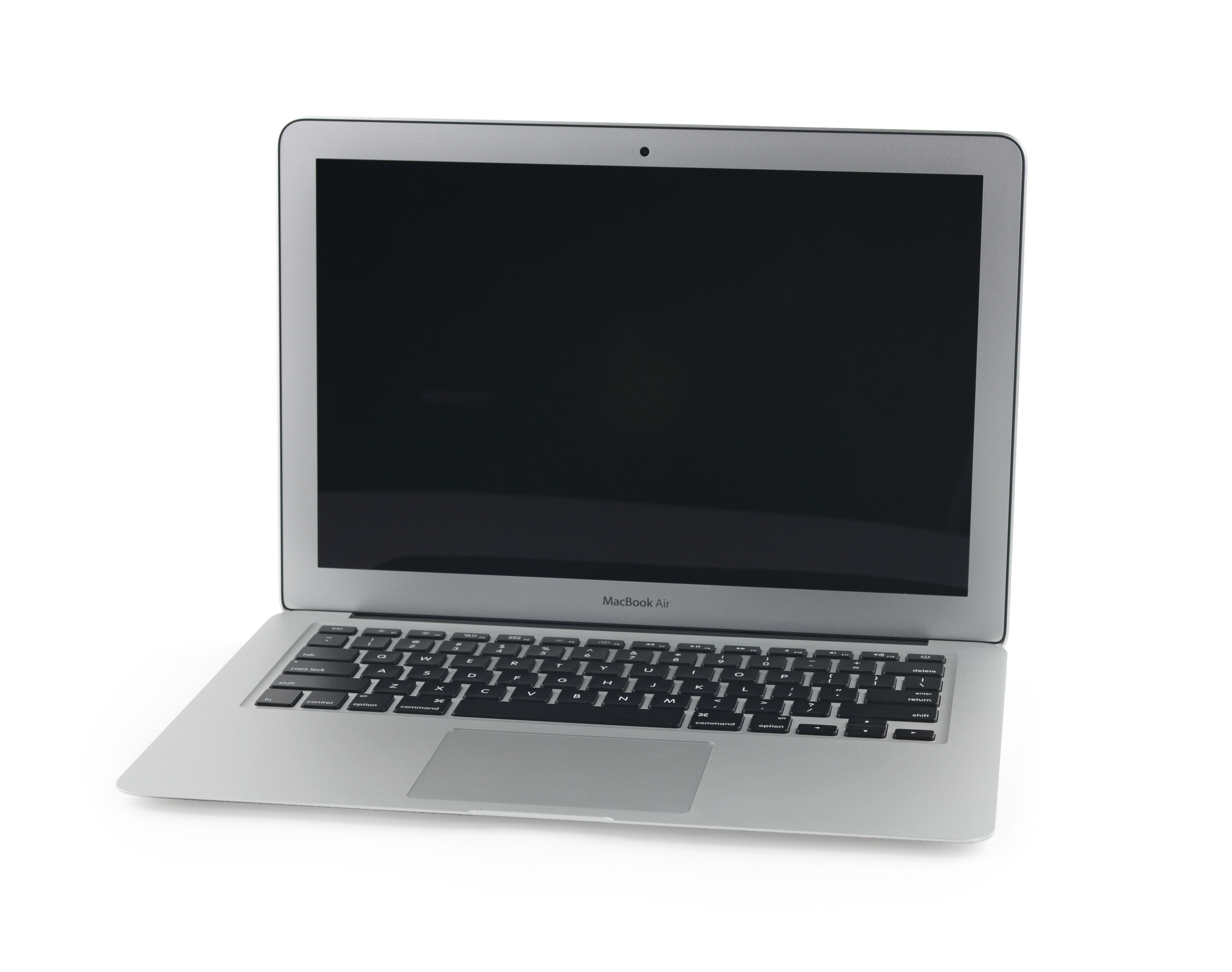
Apple Macbook Air
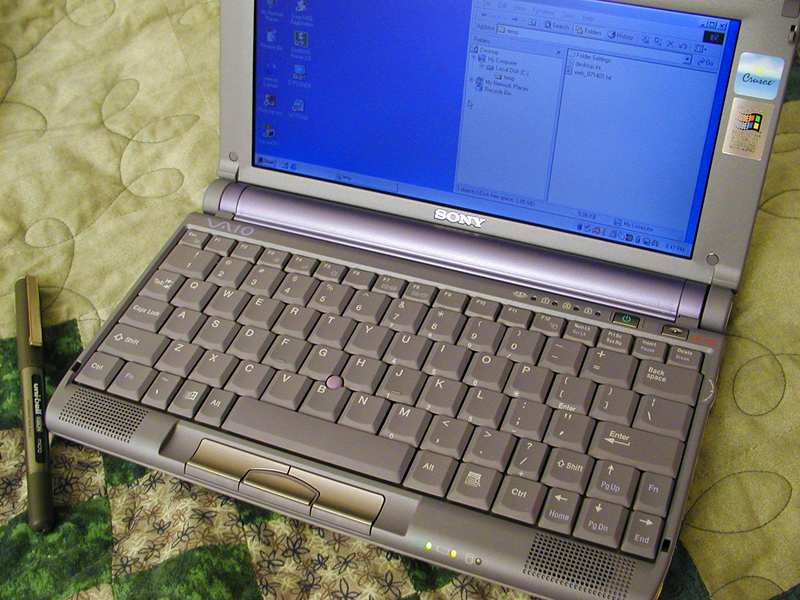
Windows 2000-s laptop
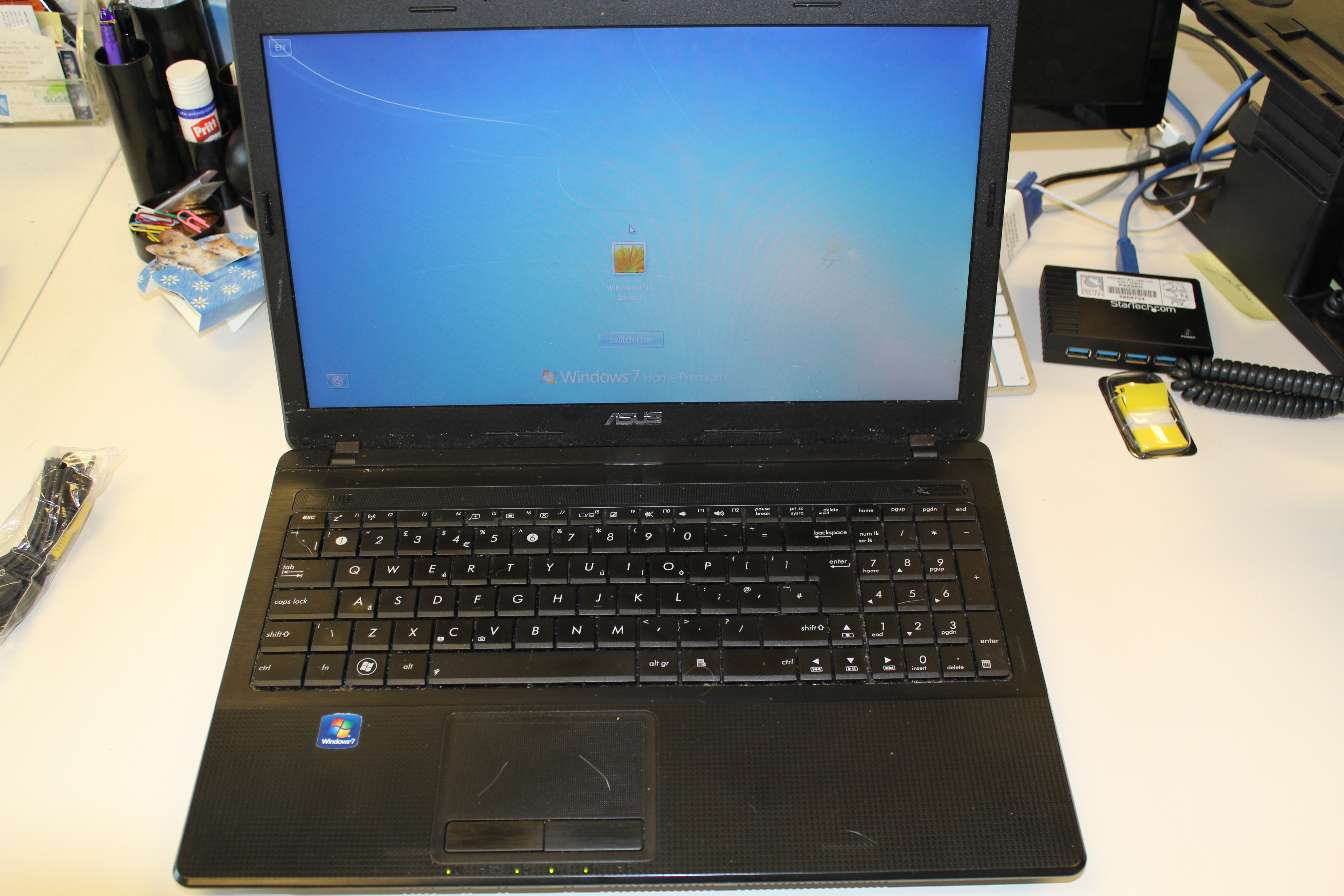
Windows 7
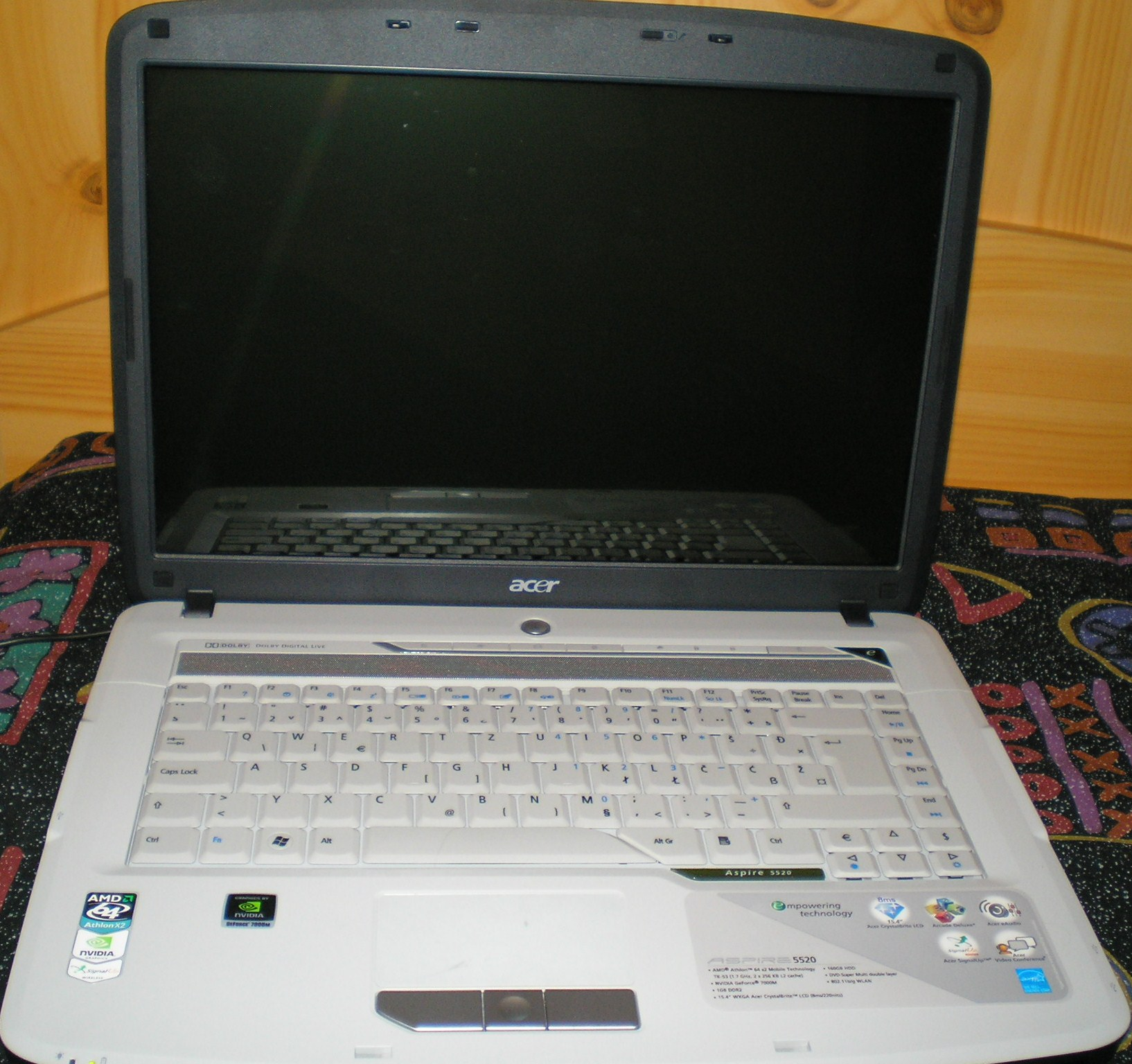
Acer Aspire 5520 laptop

## Típusok, kategóriák
A kategorizálás alapja tetszőleges lehet, de alapvetően háromféle módon készíthető besorolás: a felhasználás célja, a mérete, végül a kivitelezés típusa alapján. 
A laptopok általában nem tartalmaznak beépített optikai meghajtót.

### Felhasználás célja szerint
Munka: a munkára tervezett gépeknek naponta legalább 6-12 órás üzemet kell elviselniük, sokszor gyakori mozgatással, és az ebből kifolyó apró ütődésekkel, rezgésekkel. A vállalatok ezekből a modellekből akár egész flottákat vásárolnak, és elvárják az alacsony meghibásodási arányt, a megbízható működést és a gyors szervizhátteret, hiszen a gépek által tárolt adatok és a kieső munka értéke legtöbbször sokszorosa, akár nagyságrendekkel nagyobb, mint maguknak a notebookoknak a beszerzési ára. Ezen szempontok miatt az üzleti termékvonalak jellemzően magasabb minőségi színvonalat képviselnek, mint a fogyasztói modellek. Az üzleti és fogyasztói vonalak megkülönböztetésére a legtöbb márka külön családneveket vezetett be. Ezekre a gépekre többnyire Professional, Business vagy Enterprise jelzésű operációs rendszert telepítenek.
Szórakozás, multimédia: a multimédiás gépeket szórakozásra, filmnézésre, játékok futtatására, kikapcsolódásra szánják a gyártók, nem intenzív használatra, vagy rendszeres mozgatásra. Ezek a gépek ebből kifolyólag jellemzően kevésbé robusztus konstrukciók, nagyobbak és nehezebbek, cserébe jó teljesítmény / ár mutatóval rendelkeznek. Meghibásodási arányuk azonos üzemóra mellett magasabb, mint a munkára szánt gépeké. Jellemzően Home, Media Center, Home Premium megnevezésekkel látják el ezeket a gépeket, illetve az operációs rendszereket. Windows mellett Linux-szal is árulják ezeket a gépeket, de sok modellt kínálnak operációs rendszer nélkül is, ami alacsonyabb vételárat eredményez.

### Méret szerint

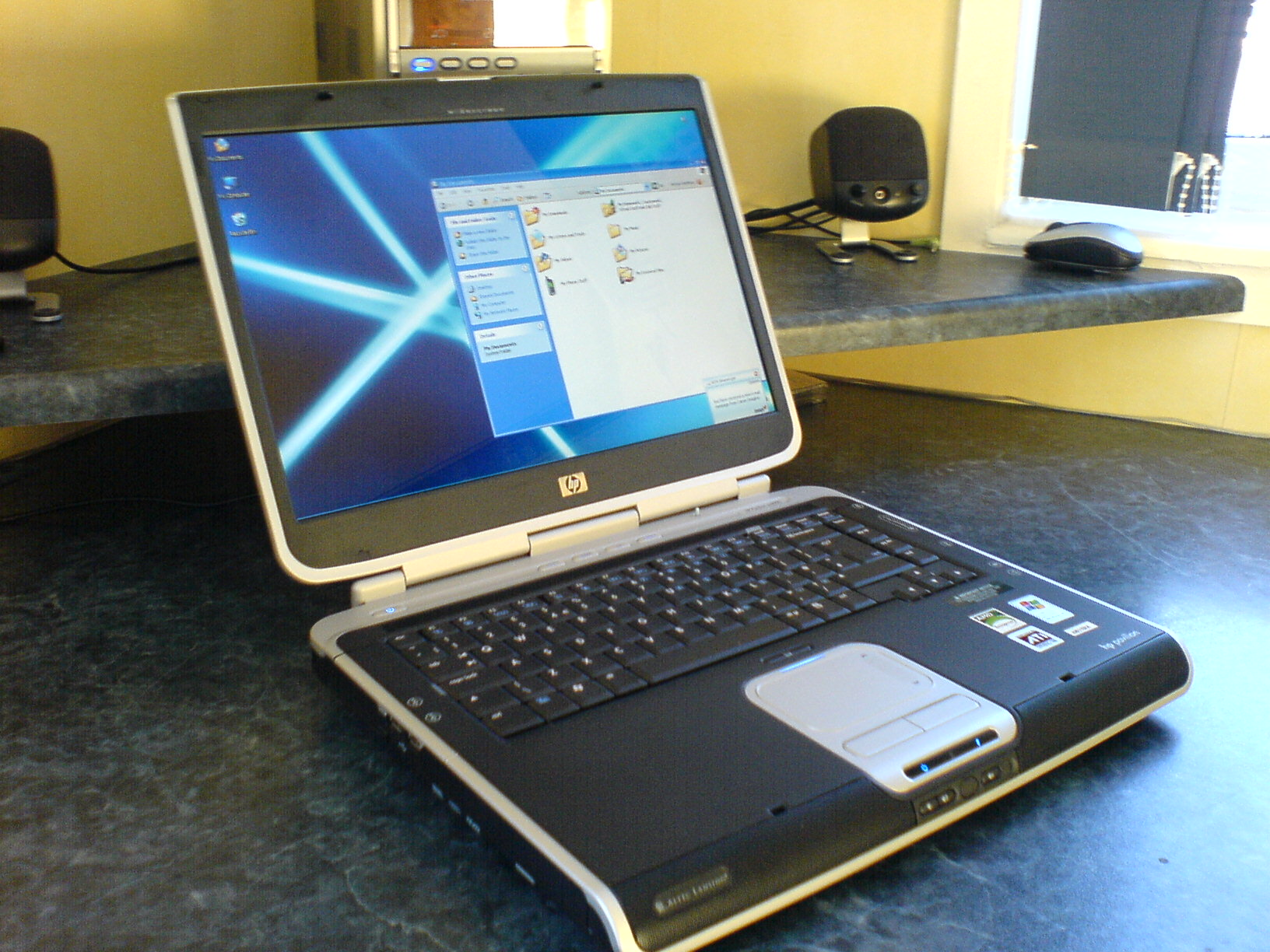
HP Pavilion zv6000 (DTR)

A notebookokat alapvetően három kategóriára osztják méret alapján. 
Desktop replacement (DTR): az úgynevezett DTR gépek az asztali gépek felváltására alkalmasak, vagyis asztalra téve, keveset mozgatva lehet őket használni, méretüknél és akár 3 kilogramm feletti tömegüknél is fogva. Cserébe nagy kijelzővel (17" vagy felette), és sokszor rendkívül erős kiépítéssel rendelkezhetnek, így gyakorlatilag csak a csúcsteljesítményű asztali konfigurációktól maradnak el. Ilyen méretűek a multimédiás gépek, valamint a nagy teljesítményű munkaállomások többsége. A legolcsóbb gépek is ebbe a kategóriába tartoznak, valamint a nagy kijelző és a nagy teljesítmény vonzó sokak számára, így kereskedelmi tapasztalatok szerint ez a kategória magasan a legnépszerűbb, a jelentős súly és méretek ellenére is.
Thin&light (könnyű és vékony): ide sorolják azokat a jellemzően 13,3"-14,1"-15,4" átlójú kijelzővel szerelt gépeket, amelyek tömege 1,7-2,4 kilogramm közé esik. Ezek között a modellek között kényelmesen mozgatható, kompakt és ergonomikus gépek találhatóak, sok üzleti notebook ebbe a kategóriába esik. 
Subnotebook/ultrahordozható: a 13,3" átlónál kisebb, 12,1", 10,4" vagy kisebb formátumú gépeket nevezik subnotebookoknak vagy ultrahordozhatónak, bár az első a méretre, a második a tömegre utal inkább, amelyek nem feltétlenül vannak szoros kapcsolatban. A subok kis méretüknél és 2 kilogramm, sőt akár 1 kilogramm alatti tömegüknél fogva igazán mobilisek, rendszeres mozgatásra, sőt útközben való használatra termettek. Ebbe a kategóriába szinte kivétel nélkül az üzleti célú, valamint életstílus (divatos) modellek tartoznak, és jellemzően drágábbak. A kis méret alacsonyabb fogyasztású, azaz kevesebb hőt fejlesztő alkatrészeket követel meg, továbbá ezekkel a gépekkel szemben, hordozhatóságuknál fogva, elvárás az átlagosnál magasabb akkumulátoros üzemidő (3-4 óra felett). 
A subnotebookokra való igény további növekedésével a gyártók kínálatában megjelentek a különösen hordozható chipek, amik rendkívül alacsony fogyasztással és alacsony árakkal rendelkeznek. Ilyen például az Intel Atom processzora. Ezen új technológiák utat nyitottak egy új kategóriának, a Netbookoknak, amik rendkívül kedvező, ám alacsony teljesítményű, internetezésre használható kapacitással rendelkeznek. Ez a kategória a 2020-as években kiszorulni látszik a piacról, mert az újabb operációs rendszerek nagyságrendekkel nagyobb hardware-igényét már nem képesek ezek a gépek kiszolgálni. 

### Kivitelezés szerint
Hagyományos notebook: összecsukható, a kijelző zsanérral ráhajtható a billentyűzetre, amely alatt a hardver található. A notebookok túlnyomó többsége ilyen kivitelű.
Tablet PC (slate): nincs billentyűzet, a kijelző és a többi összetevő egybe van integrálva. Az irányítás érintőképernyővel, vagy egy speciális tollal történik. Ezekre a gépekre az operációs rendszer egy különleges változatát telepítik. Az ilyen gépek rendelkezhetnek kézírás-felismerő szoftverrel is, így lényegében egy digitális jegyzettömböt kapunk, amelyre ugyanúgy írhatunk, mint egy füzetbe. Bill Gates, a Microsoft egyik társalapítója és elnöke korábban a tablet PC koncepciójában látta a jövőt laptopok helyett.
Az egyre nagyobb méretű és tudású telefonok is kezdik átvenni a tabletek szerepét, ez a kategória phablet néven is ismert, melyek méretben és tudásban egyre inkább tabletek, mint telefonok.
Convertible (átalakítható): ezek a gépek mind hagyományos notebookként, mind tablet PC-ként tudnak funkcionálni azáltal, hogy a kijelző nyitott állapotban függőleges középtengelye mentén 180 fokban kiforgatható, és háttal a billentyűzetre hajtható. Ekkor a vezérlés teljesen megegyezik a slate kivitelű tábla gépekével. Hátrányuk a tömeg: mind a hagyományos notebookoknál, mind a tablet PC-knél nehezebbek azonos méretben.
Hibrid: a hibridek olyan convertible gépek, amelyeknek a billentyűzete igény esetén lecsatolható, így csökkenthető a tömeg. A hibrid gépeknek tervben volt egy olyan változata is, ahol a kijelző nem a teljes gépet, csak egy kisebb akkumulátort és a szükséges elektronikát tartalmazza ahhoz, hogy a vezeték nélküli hálózaton fogadja a gép által előállított képet, és az utasításokat visszaküldje.

## A notebook főbb alkotórészei

### Kijelző
A kijelző mérete a notebookok besorolásának egyik legkézzelfoghatóbb módja, hiszen nagyban meghatározza az egész gép méretét is. A kínálat tág, kezdve a 7,2 hüvelykes panelektől a 20 hüvelykesekig. Bár a megjelenített kép mérete a kijelző nagyságától függ, a hasznos területet a panel felbontásának részletessége mutatja meg, amelyet soronként és oszloponként pixelekben, azaz képpontokban mérnek. Minél több képponttal rendelkezik egy kijelző, annál több részletet tudnak megjeleníteni. 
4:3 arányú kijelzők:
- XGA: 1024×768
- SXGA: 1280×1024
- SXGA+: 1400×1050
- UXGA: 1600×1200

16:10 arányú kijelzők:
- WXGA: 1280×800
- WSXGA+: 1680×1050
- WUXGA: 1920×1200

16:9 arányú kijelzők:
- WSVGA: 1024×576
- HD/WXGA: 1280×720
- WXGA: 1366×768
- WUXGA: 1600×900

A Microsoft szerint az optimális képpontsűrűség 120 és 140 DPI (dot per inch), azaz hüvelykenként 120 és 140 képpont körül alakul. Ez alapján az ideális képminőséget a következő méret- és felbontáspárosítások jelentik:
- 10,4" – XGA, WXGA
- 12,1" – WXGA, SXGA+
- 14,1" – SXGA+, UXGA
- 15,1" – WSXGA+

A jelenleg elterjedt, tömegesen gyártott TFT-LCD panelek úgynevezett transzmisszív felépítésűek, ami azt jelenti, hogy fényáteresztőek, és háttérvilágítás szükséges a kép elfogadható megjelenítéséhez. A kép láthatósága a környezeti fényerő növekedésével egyre romlik, elsőként főleg a tükröződések következtében, végül a háttérvilágítás erőssége bizonyul kevésnek. Az előbbi problémát a gyártók tükröződésmentes panelekkel orvosolták, ami viszont a fényerő és a kontraszt romlását hozta magával. Ennek ellentétjeként megjelentek a rendkívül kimagasló fényerő és kontrasztaránnyal bíró kijelzők is, az ún. Glare Type panelek, ezek viszont kellemetlenül tükrözhetik a világos felületeket, külső fényforrásokat. 
Kültéri használatra a gyártók az ún. transzflektív paneleket vetik be, amelyek a transzmisszív és a reflektív technológiákat igyekeznek minél hatékonyabban ötvözni. A transzflektív panelek megjelenítő rétege visszaveri a környezeti fényt, azaz elég erős külső fényben háttérvilágítás nélkül is látható, sőt napsütésben is kiválóan látható marad. Gyenge fényviszonyok vagy beltéri használat esetén pedig a háttérvilágítás bekapcsolható. Ezek a paneltípusok egyelőre még nem élvezik a normális transzmisszív társaik méretgazdaságossági előnyeit, mivel egyelőre kevesen fizetik meg a felárat.

### Processzor
2003-ban az Intel úgynevezett platformmegoldást dobott piacra Centrino néven, amelyet külön a mobilitás szem előtt tartásával notebookok számára tervezett és pozicionál a piacon. A Centrino különféle chipek együttese, egy processzort, alaplapi lapkakészletet, és vezeték nélküli hálózati vezérlőt, ún. Wifi chipet tartalmaz. Technikai szemmel a legjelentősebb fejlesztést a csomag Pentium M néven ismert processzora jelentette, amely korábban nem látott, rendkívül fejlett energiagazdálkodási képességeket vonultatott fel, így fogyasztása más termékek töredéke is lehetett. Korábban az Intel és más domináns gyártók is mindössze az asztali gépekbe tervezett processzorok minimálisan igazított változatait kínálták notebookokba.
Nem az Intel volt azonban az első vállalat, amelyik kifejezetten alacsony fogyasztású, notebookokba szánt processzort tervezett. Az amerikai Transmeta 1995-ben kezdte meg rendkívül energiatakarékos technológiájának tervezését, majd 2000-ben ismertette fejlesztéseit. Első terméke, a Crusoe mindössze néhány wattos fogyasztással rendelkezett az akkoriban is már 30-50 wattos fogyasztású processzorok között, azonban az alacsony teljesítmény és a gyártási nehézségek keresztülhúzták a piaci sikert. A hibákból tanulva a Transmeta megtervezte az Efficéont, amely már versenyképes teljesítményt nyújtott még alacsonyabb energiafelvétel mellett, azonban az Intel ekkorra elárasztotta a piacot a Centrinóval és a Pentium M-mel. A Transmeta annak ellenére, hogy úttörője volt a valóban mobil számítógépek megalkotásában, végleg kiszorult a processzorpiacról, és ma[mikor?] már főképp szellemi tulajdona licenceléséből, valamint szolgáltatások nyújtásából származik bevétele.
Intel Pentium M: az Intel 2003-ban, a Centrinóval mutatta be az első Pentium M-et, a Banias kódnéven fejlesztett processzort. A Banias izraeli tervezésű, melyet a mérnökök a Pentium III alapjaiból kiindulva, de jelentős és átfogó módosításokat eszközölve alkottak meg. Órajelei 900 és 1700 megahertz között alakultak, amelyek közül a 900 megahertzes ultra-alacsony feszültségű (ULV, ultra-low voltage), az 1100 és 1200 megahertzes változatok pedig alacsony feszültségű (LV, low-voltage) változatok voltak. A Pentium M chipek több lépcsőben képesek változtatni órajelüket annak függvényében, mennyi teljesítményre van szükség, ezzel jelentős energiát spórolva meg. Ez az ún. Enhanced SpeedStep technológia. A Pentium M nem csak a Centrino részeként, hanem önállóan is piacra került, így más gyártók chipjeivel is kombinálható.
A Banias fejlettebb gyártástechnológiával készült utóda a Dothan magos Pentium M. A Dothan órajelei 1,1 gigahertz (1100 megahertz) és 2,26 gigahertz közé esnek. Az 1,1 GHz-es ULV, az 1,4, 1,5 és egyes 1,6 GHz-esek pedig LV változatok. Azonos órajelen a Dothan teljesítménye némileg magasabb a nagyobb másodszintű gyorsítótárnak (L2 cache) köszönhetően.
A Pentium M processzorok teljesítménye adott órajelen lényegesen magasabbnak bizonyul a legtöbb alkalmazási területen, mint a Pentium 4 chipeké. Ennek magyarázata az eltérő felépítésben keresendő. Bár az egymáshoz viszonyított teljesítmény szoftverről szoftverre változik, jó közelítés a másfélszeres szorzó. A Pentium 4 processzorok azonban lényegesen magasabb, akár 3 gigahertz feletti órajeltartományban üzemelnek.
Intel Celeron M: a Celeron M chipek megegyeznek a Pentium M processzorokkal, piacszegmentálási okok miatt azonban alacsonyabb órajeleken, kisebb gyorsítótárral rendelkeznek, ami jóval alacsonyabb teljesítményt eredményez, és deaktiválták a fogyasztást csökkentő SpeedStepet is. Ennek megfelelően áruk is kedvezőbb, így az olcsó notebookokba szerelik őket.
Intel Core Duo/Solo: az Intel 2006 januárjának elején mutatta be a Pentium utódjának szánt Core márkacsalád első tagját, a Yonaht (Jónás). A Yonah a világ első kétmagos mobilchipje. Ugyan a Dothanre alapul, lényeges módosításokat eszközöltek rajta annak érdekében, hogy tovább javuljon a teljesítménye. A Yonah-nak létezik egy processzormaggal rendelkező változata is, mely az azonos órajelű Dothaneknél valamivel nagyobb számítási teljesítmény elérésére képes szerényebb áramfogyasztási mutatók mellett. A kétmagos Yonah maximális fogyasztása ugyanakkor csekély mértékben nőtt egymagos elődjéhez képest, ugyanakkor nem leterhelő feladatokat (böngészés, szövegszerkesztés, hang- és videolejátszás) kisebb energiafelvétellel végez el.

#### AMD
AMD Turion 64: Az Advanced Micro Devices (AMD) 2005 márciusában indította első saját notebook processzor márkáját, a Turion 64-et. A Turion 64 a már korábban megismert Opteron és Athlon 64 processzorokkal majdnem teljesen azonos felépítésű, a különbség az alacsony fogyasztásra való finomhangolásban rejlik. A 64-es szám azt jelzi, hogy a chip a 64 bites AMD64 kiterjesztést is kezeli, igaz ennek gyakorlati jelentősége a Windows Vista megjelenéséig megkérdőjelezhető, mivel kevés 64 bites alkalmazás áll rendelkezésre, jellemzően teljesítményéhes, professzionális célszoftverek. Ennek megfelelően a legtöbb turionos notebookot 32 bites Windows XP-vel szállították továbbra is. A Turion család két fővonalra oszlik jelenleg, az MT és az ML jelölésűekre. Ezek a fogyasztási kategóriát jelzik: az MT az alacsonyabb, az ML a magasabb fogyasztást jelzi. Analógiaként az MT megfeleltethető lenne az Intel LV, azaz low-voltage chipjeivel. A betűk után látható szám pedig a relatív teljesítményre igyekszik utalni: minél magasabb, annál erősebb a chip. 
AMD Turion 64 X2: A Turion kétmagos változata, mely 2006 májusában debütált. A chipek az MT és az ML energiakategóriákba tartoznak.

## Az ipar
A notebookok árának folyamatos és meredek zuhanását a technológiai fejlődésen túl a gyártói bázis alacsony költségbázisú térségekbe való telepedése tette lehetővé. A tajvani Market Intelligence Center (MIC) adatai szerint 2005-ben a világ laptopgyártásának 73%-áért tajvani vállalatok felelősek, a fennmaradó részen pedig dél-koreai, kínai és japán társaságok osztoznak. A termelés ugyanakkor nagyrészt már nem Tajvanon, hanem a délkelet-ázsiai térségben, elsősorban Kínában és Malajziában történik. 
A világpiacot uraló márkák, mint a Dell, HP, IBM, Lenovo, Acer egyike sem végez termelést, modelljeiket szerződéses gyártóktól vásárolják. A márkavállalatok tevékenysége teljes egészében a marketingre összpontosul, azaz a piac igényeinek feltérképezésére és szoros követésére, a gépekkel szembeni specifikációk meghatározására, a márkakép menedzselésére, valamint az értékesítésre. Egyes japán vállalatok még rendelkeznek saját gyártással, amely jellemzően a drágább, komolyabb minőséget képviselő modellekre összpontosul, míg az olcsóbb vonalak tervezését és termelését szintén kiszervezték. 
Az utóbbi években azonban felbukkantak a piacon egy negyedik típushoz tartozó szereplők, amelyek szerződéses gyártás mellett saját márkával is megjelentek. Ezt a mozgást a szerződéses gyártás vékony profitrátája indokolja. A következő, nem teljes lista tartalmazza a notebookiparban érdekelt vállalatokat.

### Szerződéses eredeti notebookgyártók
- Quanta Computer – ők gyártják például az IBM/Lenovo T-sorozatot és a MacBook Pro-t
- Compal Electronics
- Wistron
- Inventec
- Arima Computer
- First International Computer (FIC)
- Foxconn Electronics
- ECS Elitegroup
- Mitac Technology
- Uniwill Computer

### Szerződéses eredeti notebookgyártók saját márkával
- Asustek Computer
- Clevo
- LG
- MSI
- Samsung
- Twinhead International

### Márkák saját gyártással is

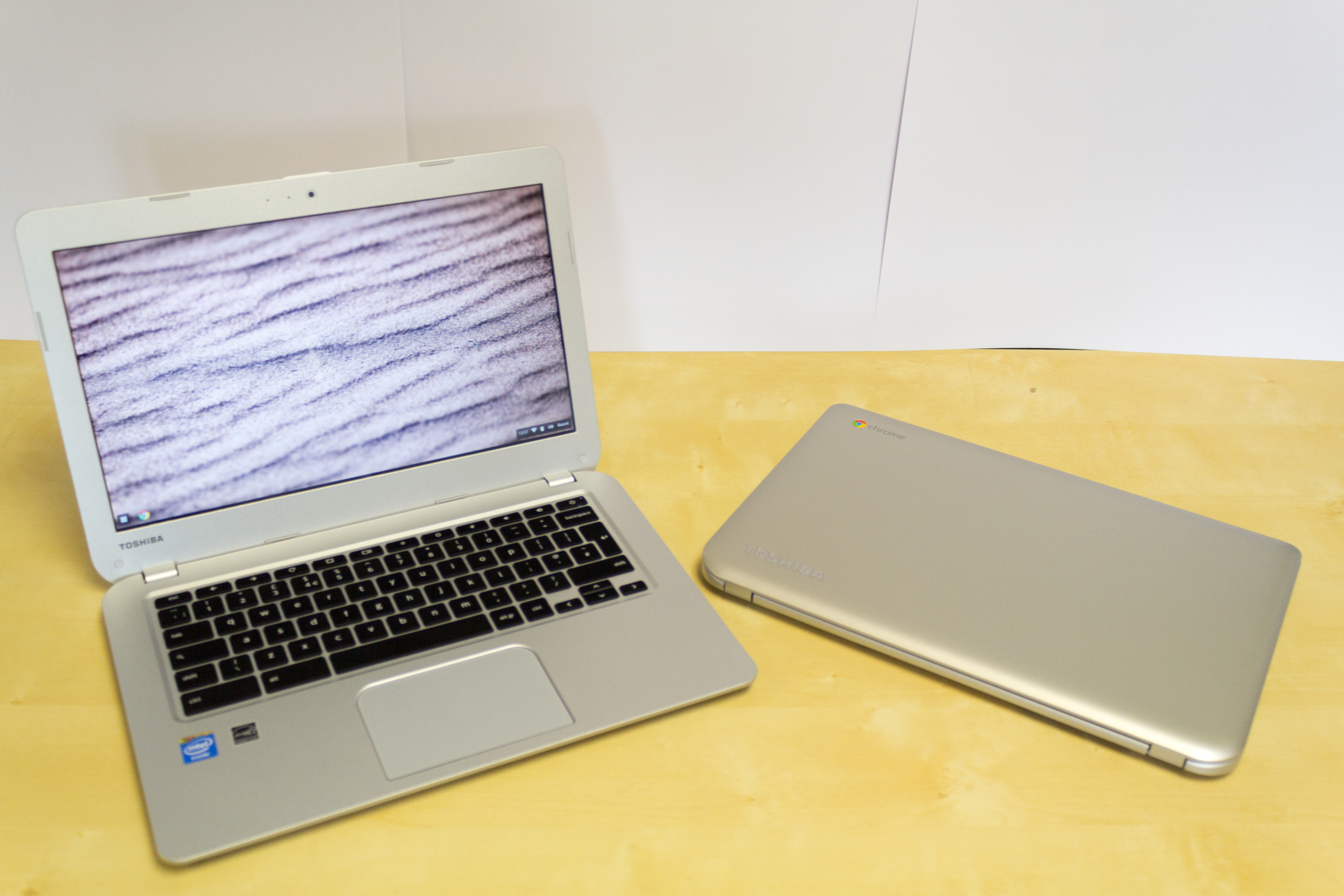
Egy Toshiba chromebook

- Fujitsu
- NEC
- Panasonic
- Toshiba
- Sony

### Márkák saját gyártás nélkül
- Apple
- Acer
- Albacomp
- BenQ
- Dell
- Fujitsu (régebben Fujitsu-Siemens, ugyanis a két vállalat szétvált 2009-ben)
- Gericom
- Gigabyte (G-Style)
- HP
- Lenovo (régebben Lenovo/IBM, de 2005-ben a Lenovo megvette az IBM PC részlegét)
- Packard Bell